# Открытый чемпионат Копенгагена по теннису
Открытый чемпионат Копенгагена (англ. Copenhagen Open) — мужской профессиональный теннисный турнир, проводившийся в Копенгагене (Дания) с 1991 по 2003 год. Турнир, относившийся к базовой категории турниров АТР-тура — ATP World Series/ATP International, — проводился в начале года (на рубеже февраля и марта) на крытых кортах с искусственным покрытием (ковровым до 1998 года и хардовым в последние годы проведения). Турнирная сетка была рассчитана на 32 игрока в одиночном разряде и 16 пар, призовой фонд, в первый год проведения составлявший 130 тысяч долларов, к 2003 году достиг 355 тысяч.

## История
Первый крупный профессиональный теннисный турнир в Копенгагене прошёл в 1973 году в рамках тура World Championship Tennis. В 1976 году в столице Дании состоялся ещё один турнир, но затем большой теннис не возвращался в Копенгаген до 1988 года, когда поздней осенью город принял турнир тура ATP Challenger. После двух лет на этом уровне соревнование в Копенгагене было в начале 1991 года включено в календарь основного мужского профессионального тура — ATP-тура.
Вскоре, однако, в те же сроки, что и турнир в Копенгагене, в календаре появилось новое соревнование в Дубае, располагавшее намного большим призовым фондом и поэтому более привлекательное для ведущих теннисистов. К 2003 году, когда обладатель самого высокого рейтинга из участников турнира в Дании занимал в рейтинге ATP только 41-е место, единственными, кто привлекал зрителей, оставались представители страны-организатора — Кеннет Карлсен и Кристиан Плесс. 2003 год стал последним в истории мужского турнира в Копенгагене.

## Победители и финалисты
Рекордсменом турнира по завоёванным титулам был советский, а затем российский теннисист Андрей Ольховский, один раз победивший в одиночном разряде и три — в парном. В общей сложности Ольховский играл в финалах в Копенгагене шесть раз, ещё по разу проиграв в каждом разряде. Среди неоднократных победителей турнира также шведы Магнус Густафссон (единственный двукратный чемпион в одиночном разряде), Магнус Ларссон (один раз в одиночном и два — в парном разряде, в том числе в «челленджере» 1989 года) и Никлас Культи (двукратный чемпион в паре с Ларссоном), чех Мартин Дамм и новозеландец Бретт Стивен (по два раза в парном разряде). Ларссон (в 1992 году) и Ольховский (в 1993) становились абсолютными чемпионами, победив в обоих разрядах в один год.
Помимо Ольховского, среди выходцев из стран бывшего СССР турнир выигрывали Евгений Кафельников (одиночный разряд, 1994 год) и Максим Мирный (в паре с Ольховским в 1997 году). Хозяева турнира с 1988 года на нём не побеждали, хотя датчанин Кеннет Карлсен дважды играл в финалах — в 1996 году в одиночном разряде и в 1997 году в паре с соотечественником Фредериком Феттерлейном. Ещё одна датская пара проиграла в финале «челленджера» 1988 года. Напротив, соседи датчан — шведы — шесть раз побеждали в одиночном разряде, а в парном чемпионами становились три представителя этой страны.

### Предшествующие турниры в Копенгагене

#### Одиночный разряд
| Год  | Победитель      | Финалист           | Счёт в финале |
| ---- | --------------- | ------------------ | ------------- |
| 1989 | Милан Шрейбер   | Марк Россе         | 7-5, 7-6      |
| 1988 | Деррик Ростаньо | Алекс Антонич      | 6-3, 6-1      |
| 1976 | Ларс Эльвстрём  | Жан-Франсуа Кожоль | 6-4, 6-4      |
| 1973 | Роджер Тейлор   | Марти Риссен       | 6-2, 6-3, 7-6 |

#### Парный разряд
| Год  | Победители                   | Финалисты                       | Счёт в финале |
| ---- | ---------------------------- | ------------------------------- | ------------- |
| 1989 | Никлас Культи Магнус Ларссон | Алекс Антонич Ронни Батман      | 6-3, 6-2      |
| 1988 | Гилад Блюм Войтек Ковальский | Петер Бастиансен Петер Флинтсоэ | 7-6, 7-5      |
| 1973 | Эрик ван Диллен Том Горман   | Марк Кокс Грэм Стилуэлл         | 6-4, 6-4      |

### Турнир ATP World Series

#### Одиночный разряд
| Год  | Победитель            | Финалист            | Счёт в финале   |
| ---- | --------------------- | ------------------- | --------------- |
| 2003 | Кароль Кучера         | Оливье Рохус        | 7-64, 6-4       |
| 2002 | Ларс Бургсмюллер      | Оливье Рохус        | 6-3, 6-3        |
| 2001 | Тим Хенмен            | Андреас Винчигуэрра | 6-3, 6-4        |
| 2000 | Андреас Винчигуэрра   | Магнус Ларссон      | 6-3, 7-65       |
| 1999 | Магнус Густафссон (2) | Фабрис Санторо      | 6-4, 6-1        |
| 1998 | Магнус Густафссон     | Давид Приносил      | 3-6, 6-1, 6-1   |
| 1997 | Томас Юханссон        | Мартин Дамм         | 6-4, 3-6, 6-2   |
| 1996 | Седрик Пьолин         | Кеннет Карлсен      | 6-2, 7-67       |
| 1995 | Мартин Синнер         | Андрей Ольховский   | 6-73, 7-68, 6-3 |
| 1994 | Евгений Кафельников   | Даниэль Вацек       | 6-3, 7-5        |
| 1993 | Андрей Ольховский     | Никлас Культи       | 7-5, 3-6, 6-2   |
| 1992 | Магнус Ларссон        | Андерс Яррид        | 6-4, 7-65       |
| 1991 | Юнас Свенссон         | Андерс Яррид        | 6-75, 6-2, 6-2  |

#### Парный разряд
| Год  | Победители                             | Финалисты                          | Счёт в финале   |
| ---- | -------------------------------------- | ---------------------------------- | --------------- |
| 2003 | Павел Визнер Томаш Цибулец             | Михаэль Кольман Юлиан Ноул         | 7-5, 5-7, 6-2   |
| 2002 | Михаэль Кольман Юлиан Ноул             | Иржи Новак Радек Штепанек          | 7-68, 7-5       |
| 2001 | Уэйн Блэк Кевин Ульетт                 | Иржи Новак Давид Рикл              | 6-3, 6-3        |
| 2000 | Мартин Дамм (2) Давид Приносил         | Юнас Бьоркман Себастьен Ларо       | 6-1, 5-7, 7-5   |
| 1999 | Максим Мирный Андрей Ольховский (3)    | Марк-Кевин Гёлльнер Давид Приносил | 6-75, 7-64, 6-1 |
| 1998 | Том Кемперс Менно Остинг               | Ян Симеринк Бретт Стивен           | 6-4, 7-6        |
| 1997 | Андрей Ольховский (2) Бретт Стивен (2) | Кеннет Карлсен Фредерик Феттерлейн | 6-4, 6-2        |
| 1996 | Либор Пимек Байрон Талбот              | Уэйн Артурс Эндрю Кратцман         | 7-6, 3-6, 6-3   |
| 1995 | Марк Кил Петер Нюборг                  | Гийом Рау Грег Руседски            | 6-7, 6-4, 7-6   |
| 1994 | Мартин Дамм Бретт Стивен               | Давид Приносил Удо Риглевски       | 6-3, 6-4        |
| 1993 | Дэвид Адамс Андрей Ольховский          | Даниэль Вацек Мартин Дамм          | 6-3, 3-6, 6-3   |
| 1992 | Никлас Культи (2) Магнус Ларссон (2)   | Хендрик-Ян Давидс Либор Пимек      | 6-3, 6-4        |
| 1991 | Тодд Вудбридж Марк Вудфорд             | Мансур Бахрами Андрей Ольховский   | 6-3, 6-1        |